# رابرت ارنست هیوم
رابرت ارنست هیوم (بیست مارس ۱۸۷۷ - چهارم ژانویه ۱۹۴۸) نویسنده آمریکایی متولد هندوستان بود. او استاد تاریخ ادیان در مدرسه دینی مسیحی و کشیش کنگره‌گرا بود. ترجمه انگلیسی او از سیزده اوپانیشاد اصلی به‌عنوان نسخه استاندارد این متن کهن شناخته می‌شود.